# Poncey-lès-Athée
Poncey-lès-Athée är en kommun i departementet Côte-d'Or i regionen Bourgogne-Franche-Comté i östra Frankrike. Kommunen ligger i kantonen Auxonne som tillhör arrondissementet Dijon. År 2022 hade Poncey-lès-Athée 574 invånare.

## Befolkningsutveckling
Antalet invånare i kommunen Poncey-lès-Athée
Referens:INSEE